# Verona (Wisconsin)
Verona ist eine Stadt (mit dem Status „City“) im Dane County im US-amerikanischen Bundesstaat Wisconsin. Das U.S. Census Bureau ermittelte bei der Volkszählung 2020 eine Einwohnerzahl von 14.030.
Verona ist Bestandteil der Metropolregion Madison.

## Geografie
Verona liegt im mittleren Süden Wisconsins, im südwestlichen Vorortbereich von dessen Hauptstadt Madison. Der am Mississippi gelegene Schnittpunkt der drei Bundesstaaten Wisconsin, Iowa und Illinois liegt 126 km westsüdwestlich.
Die geografischen Koordinaten von Verona sind 42°59′27″ nördlicher Breite und 89°31′59″ westlicher Länge. Das Stadtgebiet erstreckt sich über eine Fläche von 16,47 km². Die Stadt wird vollständig von der Town of Verona umgeben, ohne dieser anzugehören.
Das Zentrum von Madison ist 15,6 km entfernt. Weitere Nachbarorte sind Middleton (14,2 km nördlich), Shorewood Hills (13,9 km nordöstlich), Fitchburg (10,5 km östlich), Oregon (18,2 km südöstlich), Paoli (7,8 km südlich), Belleville (17,2 km in der gleichen Richtung), Mount Horeb (18,2 km westlich) und Cross Plains (23,3 km nordwestlich).
Die nächstgelegenen Großstädte sind Green Bay (241 km nordöstlich), Milwaukee (145 km östlich), Chicago (234 km südöstlich) und Rockford (106 km südsüdöstlich).

## Verkehr
Entlang des südlichen Stadtrands verlaufen auf einem vierspurig ausgebauten gemeinsamen Streckenabschnitt die U.S. Highways 18 und 151. Alle weiteren Straßen sind untergeordnete Landstraßen, teils unbefestigte Fahrwege sowie innerörtliche Verbindungsstraßen.
Parallel zur Straße US 18 / US 151 verläuft durch das Stadtgebiet auf der Trasse einer ehemaligen Eisenbahnstrecke der Chicago and North Western Railway mit dem Military Ridge State Trail ein Rail Trail für Wanderer und Radfahrer. Im Winter kann der Wanderweg auch mit Schneemobilen befahren werden.
Der nächste Flughafen ist der Dane County Regional Airport in Madison (25,5 km nordöstlich).

## Geschichte
1847 wurde die Town of Verona gebildet und nach dem Ort Verona im Bundesstaat New York benannt. 1921 wurde die heutige Stadt als Village of Verona aus der Town ausgegründet und als selbstständige Gemeinde inkorporiert. Im Jahr 1978 wurde der Ort zur City of Verona erhoben.

## Bevölkerung
Nach der Volkszählung im Jahr 2010 lebten in Verona 10.619 Menschen in 4223 Haushalten. Die Bevölkerungsdichte betrug 644,7 Einwohner pro Quadratkilometer. In den 4223 Haushalten lebten statistisch je 2,5 Personen.
Ethnisch betrachtet setzte sich die Bevölkerung zusammen aus 93,3 Prozent Weißen, 1,3 Prozent Afroamerikanern, 0,3 Prozent amerikanischen Ureinwohnern, 2,5 Prozent Asiaten sowie 0,7 Prozent aus anderen ethnischen Gruppen; 1,9 Prozent stammten von zwei oder mehr Ethnien ab. Unabhängig von der ethnischen Zugehörigkeit waren 2,4 Prozent der Bevölkerung spanischer oder lateinamerikanischer Abstammung.
29,0 Prozent der Bevölkerung waren unter 18 Jahre alt, 61,2 Prozent waren zwischen 18 und 64 und 9,8 Prozent waren 65 Jahre oder älter. 51,6 Prozent der Bevölkerung war weiblich.
Das mittlere jährliche Einkommen eines Haushalts lag bei 82.008 USD. Das Pro-Kopf-Einkommen betrug 36.256 USD. 3,2 Prozent der Einwohner lebten unterhalb der Armutsgrenze.

## Bekannte Bewohner
- Ryan Truesdell (* 1980) – Musiker, Komponist und Musikproduzent – geboren und aufgewachsen in Verona
- Neil Walker (* 1976) – Schwimmer – geboren in Verona